# Ро, Лу
Луис Марквел «Лу» Ро (англ. Louis Marquel "Lou" Roe; род. 14 июля 1972, Атлантик-Сити, Нью-Джерси, США) — американский профессиональный баскетболист.

## Ранние годы
Лу Ро родился в городе Атлантик-Сити (штат Нью-Джерси), учился в одноимённой школе, в которой играл за местную баскетбольную команду.

## Студенческая карьера
После окончания школы Ро поступил в Массачусетский университет в Амхерсте, где в течение четырёх лет выступал за команду «ЮМасс Минитмен», в которой провёл успешную карьеру, набрав в итоге 1905 очков, 1070 подборов, 191 передачу, 93 перехвата и 121 блок-шот. При Ро «Минутмен» постоянно выигрывали регулярный чемпионат и турнир конференции Atlantic 10, а также четыре года подряд выходили в плей-офф студенческого чемпионата США (1992—1995). В сезоне 1994/1995 годов «Минутмен» вышли в 1/4 финала турнира NCAA (англ. Elite Eight), где проиграли команде «Оклахома Стэйт Ковбойз» (54—68).
По количеству набранных очков за студенческую карьеру Ро занимает третье место за всю историю команды, а по количеству сделанных подборов и реализованных штрафных бросков (578) — первое. В 1995 году свитер с номером 15, под которым он выступал, был закреплён за ним и выведен из употребления.

## Карьера в НБА
Играл на позиции лёгкого форварда и тяжёлого форварда. В 1995 году был выбран на драфте НБА под 30-м номером командой «Детройт Пистонс». Позже выступал за команды «Голден Стэйт Уорриорз», «Рокфорд Лайтнинг» (КБА) и «Квад-Сити Тандер» (КБА). Всего в НБА провёл 2 сезона. В 1995 году Ро признавался баскетболистом года среди студентов конференции Atlantic 10, а также включался во 2-ю всеамериканскую сборную NCAA. Всего за карьеру в НБА сыграл 66 игр, в которых набрал 130 очков (в среднем 2,0 за игру), сделал 92 подбора, 21 передачу, 13 перехватов и 9 блок-шотов.

## Зарубежная карьера
После досрочного завершения профессиональной карьеры в НБА Лу Ро в 1997 году перебрался в Европу, где сначала отыграл один сезон в чемпионате Испании за «Уникаха Малага», после чего переехал в Италию, где в течение одного сезона играл за «Полти Канту». В 2000 году он вернулся в Испанию, где задержался уже надолго, постоянно меняя клубную прописку. За десять лет он успел поиграть в девяти разных командах: «Драк Инка», «Хихон Балонсесто», «Лукентум Аликанте», «Каха Сан-Фернандо», «Пальма Аква Магика», «ТАУ Керамика», «Поларис Уорлд Мурсия», «Гипускоа БК» и «Тенерифе». В 2001 году, выступая в составе «Хихона», Ро был признан самым ценным игроком лиги АБК.
В сезоне 2006/2007 годов успел поиграть в чемпионате Южной Кореи за «Сеул СК Найтс». В 2010 году переехал в Мексику, где выступал за команду «Альконес УВ Халапа», а в следующем году в Аргентину, где на протяжении одного сезона играл за клуб «Регатас Корриентес», после чего закончил свою профессиональную карьеру в 2012 году.

## Карьера в сборной США
В 1994 году Ро выиграл в составе сборной США бронзовые медали на Играх доброй воли в Санкт-Петербурге.

## Последующие годы
В настоящий момент Лу Ро работает на должности администратора в мужской баскетбольной команде Массачусетского университета, помогая своему бывшему одноклубнику и нынешнему главному тренеру Дереку Келлоггу.

## Статистика

### Статистика в НБА
| Сезон                                                                                    | Команда      | Регулярный сезон | Регулярный сезон | Регулярный сезон | Регулярный сезон | Регулярный сезон | Регулярный сезон | Регулярный сезон | Регулярный сезон | Регулярный сезон | Регулярный сезон | Регулярный сезон | Серия плей-офф | Серия плей-офф | Серия плей-офф | Серия плей-офф | Серия плей-офф | Серия плей-офф | Серия плей-офф | Серия плей-офф | Серия плей-офф | Серия плей-офф | Серия плей-офф |
| Сезон                                                                                    | Команда      | GP               | GS               | MPG              | FG%              | 3P%              | FT%              | RPG              | APG              | SPG              | BPG              | PPG              | GP             | GS             | MPG            | FG%            | 3P%            | FT%            | RPG            | APG            | SPG            | BPG            | PPG            |
| ---------------------------------------------------------------------------------------- | ------------ | ---------------- | ---------------- | ---------------- | ---------------- | ---------------- | ---------------- | ---------------- | ---------------- | ---------------- | ---------------- | ---------------- | -------------- | -------------- | -------------- | -------------- | -------------- | -------------- | -------------- | -------------- | -------------- | -------------- | -------------- |
| 1995/96                                                                                  | Детройт      | 49               | 2                | 7,6              | 35,6             | 22,2             | 75,0             | 1,6              | 0,3              | 0,2              | 0,2              | 1,8              | 2              | 0              | 3,5            | 0,0            | -              | -              | 1,0            | 0,0            | 0,5            | 0,0            | 0,0            |
| 1996/97                                                                                  | Голден Стэйт | 17               | 0                | 6,3              | 29,2             | 27,3             | 47,4             | 0,8              | 0,4              | 0,2              | 0,1              | 2,4              | Не участвовал  | Не участвовал  | Не участвовал  | Не участвовал  | Не участвовал  | Не участвовал  | Не участвовал  | Не участвовал  | Не участвовал  | Не участвовал  | Не участвовал  |
|                                                                                          | Всего        | 66               | 2                | 7,3              | 33,3             | 25,0             | 64,7             | 1,4              | 0,3              | 0,2              | 0,1              | 2,0              | 2              | 0              | 3,5            | 0,0            | -              | -              | 1,0            | 0,0            | 0,5            | 0,0            | 0,0            |
| Наведите курсор мыши на аббревиатуры в заголовке таблицы, чтобы прочесть их расшифровку. |              |                  |                  |                  |                  |                  |                  |                  |                  |                  |                  |                  |                |                |                |                |                |                |                |                |                |                |                |

### Статистика в других лигах
| Сезон | Команда              | Лига                 | GP  | GS  | MPG  | FG%  | 3P%  | FT%  | RPG | APG | SPG | BPG | PFL | TOV | PPG  |
| --- | -------------------- | -------------------- | --- | --- | ---- | ---- | ---- | ---- | --- | --- | --- | --- | --- | --- | ---- |
| 2003/04 | Все клубы            | Все лиги             | 43  | 41  | 34,1 | 49,0 | 38,2 | 74,9 | 7,9 | 1,3 | 1,5 | 1,3 | 2,8 | 2,4 | 20,0 |
| 2003/04 | Аликанте             | Чемпионат Испании    | 34  | 33  | 35,4 | 49,3 | 39,8 | 74,7 | 7,9 | 1,3 | 1,6 | 1,4 | 2,9 | 2,4 | 20,9 |
| 2003/04 | Аликанте             | Кубок Европы         | 9   | 8   | 29,3 | 47,7 | 28,6 | 75,9 | 7,9 | 1,6 | 1,2 | 1,2 | 2,4 | 2,6 | 16,6 |
| 2004/05 | Севилья              | Чемпионат Испании    | 34  | 33  | 35,2 | 52,0 | 40,8 | 76,5 | 9,1 | 1,7 | 1,3 | 0,9 | 3,3 | 2,6 | 20,9 |
| 2005/06 | Севилья              | Чемпионат Испании    | 33  | 33  | 34,6 | 49,9 | 38,9 | 73,7 | 7,2 | 2,1 | 1,2 | 1,5 | 3,0 | 3,0 | 19,7 |
| 2006/07 | ТАУ Керамика         | Чемпионат Испании    | 8   | 3   | 21,3 | 36,8 | 20,0 | 81,5 | 6,1 | 0,9 | 0,3 | 0,8 | 2,9 | 1,0 | 6,4  |
| 2007/08 | Мурсия               | Чемпионат Испании    | 16  | 15  | 27,1 | 44,2 | 36,6 | 80,8 | 5,4 | 1,4 | 0,9 | 0,6 | 2,4 | 2,2 | 12,6 |
| 2008/09 | Гипускоа             | Чемпионат Испании    | 31  | 27  | 26,3 | 45,2 | 33,3 | 70,8 | 5,4 | 0,8 | 1,2 | 0,3 | 2,8 | 1,9 | 11,4 |
| 2011/12 | Регатас              | Чемпионат Аргентины  | 46  | 45  | 29,9 | 46,7 | 37,1 | 63,8 | 6,5 | 1,7 | 0,7 | 1,0 | 2,6 | 1,8 | 13,2 |
| Всего | Всего                | Всего                | 211 | 197 | 31,3 | 48,4 | 37,5 | 73,5 | 7,0 | 1,5 | 1,1 | 1,0 | 2,8 | 2,3 | 16,3 |
| В чемпионате Испании | В чемпионате Испании | В чемпионате Испании | 156 | 144 | 31,8 | 48,9 | 38,0 | 75,0 | 7,1 | 1,4 | 1,2 | 1,0 | 2,9 | 2,4 | 17,2 |
| Наведите курсор мыши на аббревиатуры в заголовке таблицы, чтобы прочесть их расшифровку Статистика приведена с сайта basketball.realgm.com |                      |                      |     |     |      |      |      |      |     |     |     |     |     |     |      |